# What Went Down
What Went Down (en español: Lo que pasó) es el cuarto álbum de estudio de la banda de rock británica Foals. Fue publicado el 28 de agosto de 2015 a través de Transgressive Records en Reino Unido. El álbum fue producido por James Ford, quien también ha trabajado con Klaxons, Arctic Monkeys y Florence and the Machine. También es miembro de la banda Simian Mobile Disco. De acuerdo con el líder de Yannis Philippakis, está programado para ser su álbum más ruidoso y pesado hasta la fecha.

## Lista de canciones
| N.º   | Título                 | Duración |  |
| 1.    | «What Went Down»       | 5:00     |  |
| 2.    | «Mountain at My Gates» | 4:02     |  |
| 3.    | «Birch Tree»           | 4:21     |  |
| 4.    | «Give It All»          | 4:47     |  |
| 5.    | «Albatross»            | 5:23     |  |
| 6.    | «Snake Oil»            | 4:21     |  |
| 7.    | «Night Swimmers»       | 4:44     |  |
| 8.    | «London Thunder»       | 4:14     |  |
| 9.    | «Lonely Hunter»        | 4:37     |  |
| 10.   | «A Knife in the Ocean» | 6:52     |  |
| 48:21 |                        |          |  |

| Edición deluxe DVD |                                             |          |  |
| N.º                | Título                                      | Duración |  |
| 1.                 | «Crème anglaise» (Making of What Went Down) | 27:59    |  |
| 2.                 | «What Went Down» (Official Video)           | 5:48     |  |
| 3.                 | «Give It All» (Poolside Session)            | 5:40     |  |
| 4.                 | «London Thunder» (Poolside Session)         | 4:47     |  |

## Posicionamiento en listas
| Listas (2015)                          | Mejor posición |
| -------------------------------------- | -------------- |
| Australia (ARIA)                       | 3              |
| Bélgica (Ultratop flamenca)            | 17             |
| Bélgica (Ultratop valona)              | 14             |
| Países Bajos (Album Top 100)           | 4              |
| Francia (SNEP)                         | 14             |
| Alemania (Media Control Charts)        | 26             |
| Irlanda (IRMA)                         | 5              |
| Italia (FIMI)                          | 86             |
| New Zealand Albums (Recorded Music NZ) | 5              |
| Suiza (Schweizer Hitparade)            | 9              |
| Reino Unido (UK Albums Chart)          | 3              |
| Estados Unidos (Billboard 200)         | 58             |

## Certificaciones
| País (Certificador) | Certificación | Ventas certificadas |
| --- | ------------- | ------------------- |
| Reino Unido (BPI) | Oro           | 100 000^            |
| ^cifras de envíos basadas únicamente en la certificación xcifras no especificadas basadas únicamente en la certificación |               |                     |